# Ashtabula River
Ashtabula (ang. Ashtabula River) – rzeka w amerykańskim stanie Ohio, uchodzi do jeziora Erie w mieście Ashtabula. Powierzchnia zlewni wynosi 352 km². Jej długość wynosi 40 km. Jest żeglowna jedynie na 3 km od ujścia.
Nazwa rzeki pochodzi z języka delaware i oznacza „zawsze wystarczająco dużo się rusza”, nawiązując do bogactwa występującej w niej ryb.